# It Follows
Pour plus de détails, voir Fiche technique et Distribution.
It Follows, ou Traquée au Québec, est un film d'horreur psychologique américain écrit et réalisé par David Robert Mitchell, sorti en 2014.
En 2023, le réalisateur annonce travailler sur une suite, They Follow, qu'il compte écrire et réaliser.

## Synopsis
Jay Height, une adolescente de Détroit, sort avec Hugh, son nouveau petit ami. Ils font l'amour dans une voiture, puis Hugh chloroforme Jay. Cette dernière se réveille attachée à un fauteuil roulant. Alors qu'ils voient une femme nue apparaître au loin et se rapprocher lentement, Hugh lui explique qu'il lui a transmis une étrange malédiction : une entité, qu'elle seule pourra voir et qui peut prendre l'apparence de diverses personnes, va chercher à la tuer. Cette entité ne peut que marcher mais saura toujours la retrouver où qu'elle se trouve. Si elle réussit à tuer Jay, elle s'en prendra ensuite à la personne lui ayant transmis la malédiction. Hugh ramène ensuite Jay chez elle et s'enfuit.
Le lendemain, au lycée, Jay voit une vieille femme, invisible pour les autres, marcher vers elle. Jay s'enfuit précipitamment. Kelly, la sœur aînée de Jay, et ses amis Paul et Yara acceptent de l'aider et de passer la nuit dans la même maison. Dans la nuit, Paul remarque qu'une fenêtre est cassée. Jay voit une femme à moitié nue marcher vers elle mais les autres ne peuvent pas voir l'entité. Lorsqu'un homme apparemment sans yeux entre dans la chambre, Jay s'enfuit de la maison.
Avec l'aide de leur voisin, Greg, le groupe découvre le vrai nom de Hugh, Jeff Redmond, ainsi que son adresse. Jeff explique que l'entité a commencé à le poursuivre après une relation sexuelle, et que Jay peut transmettre la malédiction à quelqu'un d'autre de la même manière. Greg conduit le groupe à une maison au bord d'un lac appartenant à sa famille et apprend à Jay à tirer avec un revolver. L'entité, sous de multiples formes, attaque Jay au bord du lac. Elle lui tire dessus, mais cela ne l'affecte pas durablement. Jay s'enfuit avec la voiture de Greg mais a un accident et se réveille à l'hôpital avec un bras cassé.
Greg, qui ne croit pas que l'entité existe, a des relations sexuelles avec Jay à l'hôpital. Quelques jours plus tard, Jay voit l'entité entrer chez Greg. Elle court chez lui et voit l'entité sous la forme de la mère de Greg frapper à la porte de sa chambre. Lorsque Greg ouvre, elle lui saute dessus et le tue. Jay s'enfuit en voiture et passe la nuit à l'extérieur. Au réveil, elle se rend sur la plage à proximité, où elle se déshabille et rentre dans l'eau, semblant rejoindre un groupe de trois jeunes hommes sur un bateau, faisant la fête. De retour chez elle, Jay refuse la proposition de Paul de coucher ensemble.
Le groupe planifie de tuer l'entité en l'attirant dans une piscine et en laissant tomber des appareils électriques dans l'eau. Jay, qui attend dans la piscine, repère l'entité, qui a pris l'apparence de son père. L'entité lance les appareils sur elle. Tirant sur une cible invisible, Paul blesse accidentellement Yara, puis touche l'entité à la tête, la faisant tomber dans la piscine. Alors que l'entité entraîne Jay sous l'eau, Paul la touche à nouveau et Jay s'échappe. Jay s'approche de la piscine et la voit se remplir de sang, mais il n'y a aucun corps.
Jay et Paul font l'amour. Par la suite, on voit Paul passer devant des prostituées dans un quartier miteux de la ville. Plus tard, Jay et Paul marchent dans la rue en se tenant la main. À l'arrière-plan, quelqu'un marche derrière eux.

## Fiche technique
- Titre original et francophone : It Follows
- Titre québécois : Traquée
- Réalisation et scénario : David Robert Mitchell
- Musique : Disasterpeace
- Direction artistique : Joey Ostrander
- Décors : Michael Perry
- Costumes : Kimberly Leitz-McCauley
- Photographie : Mike Gioulakis
- Son : Lauren Robinson
- Montage : Julio Perez IV
- Production : Rebecca Green, David Kaplan, Erik Rommesmo et Laura D. Smith
- Sociétés de production : Animal Kingdom, Northern Lights Films et Two Flints
- Société de distribution : The Weinstein Company (États-Unis), Metropolitan Filmexport (France)
- Pays d'origine :  États-Unis
- Langue originale : anglais
- Format : couleur — 35 mm — 2,35:1 — Dolby numérique
- Genre : horreur psychologique
- Durée : 100 minutes
- Dates de sortie[2] : 
  - France : 17 mai 2014 (Festival de Cannes) ; 11 février 2015 (sortie nationale)
  - Belgique : 8 novembre 2014 (Razor Reel - Festival international du film de Flandre)
  - États-Unis : 27 mars 2015

## Distribution
- Maika Monroe (VF : Adeline Chetail ; VQ : Caroline Lemaire) : Jay Height
- Keir Gilchrist (VF : Gabriel Bismuth-Bienaimé) : Paul
- Jake Weary (VF : Donald Reignoux) : Hugh / Jeff
- Olivia Luccardi (VF : Karine Foviau) : Yara
- Daniel Zovatto (VF : Gwenaël Sommier) : Greg
- Lili Sepe (VF : Rebecca Benhamour) : Kelly Height
- Bailey Spry (de) (VF : Charlotte Campana) : Annie
- Linda Boston (VF : Sara Martins) : une professeur

 Source et légende : version française (VF) sur RS Doublage

## Production

### Genèse et développement
Le scénario du film s'inspire d'un cauchemar récurrent que faisait le réalisateur David Robert Mitchell durant son enfance. Dans ce rêve, une entité prenant l'apparence de différentes personnes ne cessait d'avancer lentement vers lui. Comme dans l’œuvre définitive, cette chose n'était visible que par lui. Souhaitant réaliser un film d'horreur, il se base sur ce souvenir angoissant et rédige un script en 2011.

### Attribution des rôles
Maika Monroe, notamment vue dans The Bling Ring de Sofia Coppola, auditionne pour interpréter le rôle principal du film et sa vulnérabilité convainc immédiatement le réalisateur de la choisir.

### Tournage
Le film a été tourné à Détroit, lieu de naissance du réalisateur.

## Bande originale
La musique du film a été composée par Rich Vreeland, aussi connu sous le pseudonyme Disasterpeace, qui a notamment travaillé sur le jeu indépendant à succès Fez. Pour obtenir l'ambiance souhaitée, celui-ci s'est inspiré des musiques électroniques de John Carpenter, des compositions des Goblin pour les films de Dario Argento et du travail de Vangelis sur Blade Runner,.

## Accueil

### Accueil critique
Aux États-Unis, It Follows reçoit d'excellentes critiques. Sur l'agrégateur Rotten Tomatoes, le film obtient un score de 96 % et le label « Certified Fresh », qualifiant cette œuvre d'« intelligente, originale et surtout terrifiante ». Sur Metacritic, le film décroche une moyenne de 83/100 basée sur 37 critiques.
En France, l'accueil critique est également très bon, le film bénéficiant d'une note moyenne de 4,4/5 pour 29 titres de presse sur Allociné. Dans le journal Le Monde, Isabelle Régnier évoque une œuvre « d'une grande beauté » possédant une « inquiétante étrangeté qui en fait le charme ». Le critique Didier Péron de Libération souligne la mise en scène « constamment inventive et élégante » du réalisateur David Robert Mitchell. Alain Spira de Paris Match décrit un film « remarquable à tous les points de vue (forme, scénario, densité, thématique) » apportant « un sang revivifié au film de genre ». Dans Télérama, Jérémie Couston parle d'un « film de zombies ultra flippant, car dénué de l'ironie qui parasite souvent ce genre surexploité ». Pour le critique du site TF1 News, il s'agit d'un « classique instantané, à ranger entre Halloween, la nuit des masques et Ring ».
Chez les spectateurs, It Follows a obtenu une note de 3,3/5 sur Allociné et de 6,9/10 sur IMDb.

### Box-office
Le film a rapporté plus de 13 264 000 dollars aux États-Unis et a fait plus de 129 953 entrées en France.

### Influences
Le réalisateur David Robert Mitchell cite l'esthétique des films de John Carpenter (notamment Halloween ou The Thing) comme principale influence pour la mise en scène de son œuvre. D'autres cinéastes comme David Cronenberg, Brian De Palma, David Lynch ou Alfred Hitchcock l'ont également inspiré,. La scène finale dans la piscine fait référence à La Féline de Jacques Tourneur.

## Autour du film
L'entité qui poursuit les personnages du film a souvent été vue comme une métaphore des maladies sexuellement transmissibles. Néanmoins, l’œuvre ne possède pas d'explication précise selon le réalisateur et différentes interprétations sont donc possibles,.
Selon le réalisateur, « le film est un cauchemar. Quand vous vivez un cauchemar vous n'essayez pas d'en expliquer la logique. Vous essayez d'y survivre », même s'il reconnaît une certaine frustration devant les spectateurs ayant pris le film au premier degré et l'accusant de diaboliser le sexe.

## Distinctions

### Récompenses
- Festival du cinéma américain de Deauville 2014 : Prix de la critique internationale
- Festival international du film fantastique de Gérardmer 2015 : Grand Prix et Prix de la critique

### Nominations et sélections
- AFI Fest 2014 : sélection « Midnight »
- Festival de Cannes 2014 : sélection en compétition à la Semaine de la critique
- Festival international du film de Toronto 2014 : sélection « Midnight Madness »
- Festival du cinéma américain de Deauville 2014 : sélection officielle en compétition
- Festival international du film fantastique de Gérardmer 2015 : Compétition